# Blasphemie
Blasphemie (altgriechisch βλασφημία blasphēmía „Rufschädigung“, abgeleitet von βλάπτειν bláptein „Schaden bringen, benachteiligen“ und φήμη phếmê „[die] Kunde, [der] Ruf“) ist das Verhöhnen oder Verfluchen bestimmter Glaubensinhalte einer Religion oder eines Glaubensbekenntnisses. Eine öffentliche, Ärgernis erregende Beschimpfung Gottes wird als Gotteslästerung (vergleiche mittellateinisch blasphemizare „Gott lästern“) bezeichnet.

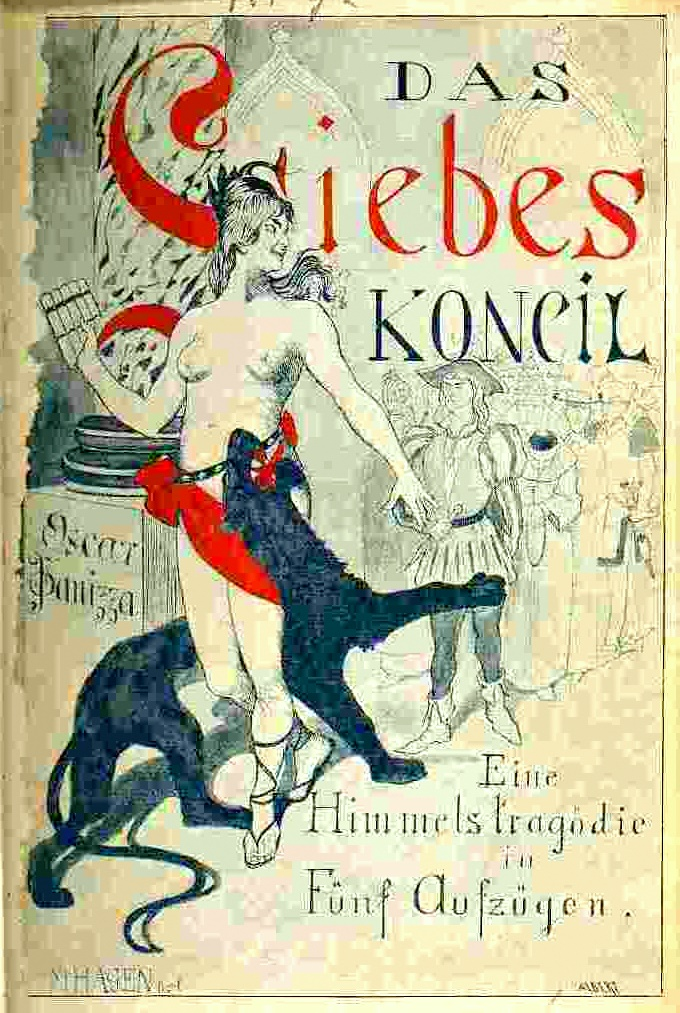
Titelbild der 1897 verlegten dritten Ausgabe der Tragödie Das Liebeskonzil, aufgrund derer ihr Autor Oskar Panizza 1895 wegen Blasphemie zu einer einjährigen Zuchthausstrafe verurteilt wurde

## Menschenrechte und Meinungsfreiheit
Nach § 48 der Stellungnahme aus dem Jahr 2011 des Menschenrechtskomitees der Vereinten Nationen, einem Gremium aus achtzehn unabhängigen Experten, die damit beauftragt wurden, Beschwerden hinsichtlich des Internationalen Pakts über Bürgerliche und Politische Rechte zu bewerten, „sind Verbote von Darstellungen mangelnden Respekts vor einer Religion oder anderen Glaubenssystemen, einschließlich Blasphemiegesetzen, mit dem Vertrag inkompatibel, außer in den bestimmten Umständen, wie sie in Art. 20, Absatz 2 des Vertrags vorausgesehen sind.“
Der Art. 20 Abs. 2 ruft Staaten dazu auf, Folgendes zu verbieten:

„Die Verfechtung nationalen, rassistischen oder religiösen Hasses, welche zur Diskriminierung, Feindseligkeit oder Gewalt anstiftet.“

Der Kommentar verlangt mit Bedacht, dass keine Restriktion die Garantien des Abkommens auf Gleichheit vor dem Gesetz (Art. 26) und der Freiheit des Denkens, des Gewissens und der Religion (Art. 18) verletzen darf.

Gegen dieses Menschenrecht wird jedoch in vielen Staaten verstoßen. So gilt Gotteslästerung in vielen Religionen als schwerer Verstoß. Die westlichen Länder sind durch das Zeitalter der Aufklärung geprägt und schützen explizit (meist in einer Verfassung) die Religionsfreiheit, Meinungsfreiheit und Redefreiheit ihrer Bürger, solange sie keine Rechte Dritter massiv verletzen. Deshalb wird in westlichen Ländern nur selten der Vorwurf der Blasphemie erhoben; gelegentlich kommt es gleichwohl zu Verurteilungen wegen Blasphemie.
Einzelne fundamentalistische religiöse Gruppen sehen auch Dinge als Blasphemie an, die in Europa durch die Religionsfreiheit, Meinungsfreiheit und Redefreiheit geschützt sind; zum Beispiel:
- den Glauben an Götter anderer Religionen
- Atheismus
- generellen Unglauben
- Fluchen, insbesondere solches mit religiösem Bezug (Beispiele: „gottverdammt“, „heilige Scheiße“)
- Verhöhnung religiöser Symbole, beispielsweise des Kreuzes
- eine Verhöhnung von Glaubensinhalten, etwa durch Filme wie Dogma, Popetown u. ä. Satiren oder zynische Komödien

Oft wurde und wird Christen in islamischen Ländern der Vorwurf der Blasphemie gemacht; Medien und Menschenrechtsorganisationen berichten immer wieder von Christenverfolgungen aus diesem Anlass bzw. Vorwand.

## Tanach
Im Tanach, der hebräischen Bibel des Judentums, ist die Lästerung JHWHs ein schwerer Bruch des zweiten (nach anderer Zählung des dritten) der Zehn Gebote. Dieses verbietet den Missbrauch des Gottesnamens JHWH (Ex 20,7 ):

„Du sollst den Namen des Herrn, deines Gottes, nicht missbrauchen; denn der Herr wird den nicht ungestraft lassen, der seinen Namen missbraucht.“

Dies folgt unmittelbar aus dem 1. Gebot Ex 20,2ff. : Ich bin JHWH, dein Gott. Damit sagt der Befreier Israels seinem erwählten Volk seine Heilsgegenwart zu und beansprucht zugleich ausschließliche Verehrung in Israel. Dies steht als Leitsatz über der ganzen Tora, so dass der Tatbestand der Gotteslästerung nicht jeweils neu begründet wird. Deutlich wird es durch das jüdische Glaubensbekenntnis Schma Jisrael.
In einem Fall, der in Lev 24,10–23  beschrieben ist, heißt es demgemäß:

„Wer den Namen des Herrn schmäht, wird mit dem Tod bestraft; die ganze Gemeinde soll ihn steinigen. Der Fremde muss ebenso wie der Einheimische getötet werden, wenn er den Gottesnamen schmäht.“

Gemeint ist nach dem Kontext das direkte Verfluchen des Gottesnamens durch einen in Israel lebenden Nichtisraeliten. Angedeutet ist damit die Möglichkeit, dass Fremdlinge die Israeliten zur Verehrung fremder Götter verleiten und damit die Existenz des Gottesvolks bedrohen. Damit wird nicht der Glaube an andere Götter an sich, wohl aber ihre öffentliche Propagierung in Israel gegen JHWH unter Strafe gestellt. In diesem Fall wurde der Nichtisraelit auf Geheiß Gottes, übermittelt durch Mose, von den Israeliten gesteinigt (Lev 24,23 ).
In Ex 22,27  heißt es im Kontext der Gebotssammlung des Buches Exodus (Ex 20–24):

„Du sollst Gott nicht verächtlich machen und den Fürsten deines Volkes nicht verfluchen.“

Damit wird Verfluchen Gottes und der Autoritäten Israels gleichgestellt. Fremdgötterverehrung, Verführung zum Götzendienst und Ablehnung der zur Ausübung und Wahrung des JHWH-Kults bestimmten Führer waren im biblischen Israel gleichartige Vergehen. Dabei ging es nicht nur um den Schutz einer monotheistischen Theokratie, sondern um die Freiheit aller aus der Sklaverei befreiten Israeliten. Diese wurde in biblischer Sicht durch Übernahme von Göttern, die in Israels Umwelt meist Sklaverei und Gottkönigtum absicherten, bedroht.
In Lev 19,12  wird der Missbrauch des Gottesnamens auf den Meineid bezogen:

„Ihr sollt nicht falsch bei meinem Namen schwören; du würdest sonst den Namen deines Gottes entweihen. Ich bin der Herr.“

Hier geht es um die Benutzung des Gottesnamens für bestimmte selbstsüchtige Zwecke. Israels Gott kann also gerade durch die Anrufung und scheinbare Bejahung seiner Macht gelästert werden.
In 1 Kön 21,10  wird geschildert, wie Isebel, die Frau König Ahabs, das in der Tora verankerte Verbot der Gotteslästerung dazu missbraucht, einem israelitischen Bauern sein geerbtes Land zu rauben. Dies hat nach prophetischer Gerichtsansage den Tod des ganzen Königshauses zur Folge.

„Setzt ihm aber zwei nichtswürdige Männer gegenüber! Sie sollen gegen ihn als Zeugen auftreten und sagen: Du hast Gott und den König gelästert. Führt ihn dann hinaus und steinigt ihn zu Tode!“

Der Prototyp des ausländischen Lästerers, der Gott direkt angreift, ist für die biblische Apokalyptik der Seleukiden-Herrscher Antiochos IV. Epiphanes. Dieser versuchte um 170 v. Chr., im Zuge der Hellenisierung seines Reiches die jüdische Religion auszurotten. Er wird im Buch Daniel als „Maul, das anmaßend redete“ (Dan 7,8 ), charakterisiert (Dan 11,36 ):

„Der König tut, was er will. Er wird übermütig und prahlt gegenüber allen Göttern, auch gegenüber dem höchsten Gott führt er unglaubliche Reden. Dabei hat er Erfolg, bis der Zorn (Gottes) zu Ende ist. Denn was beschlossen ist, muss ausgeführt werden.“

Worin die Ungeheuerlichkeit bestand, wird nicht gesagt, das genaue Zitat der Gotteslästerung wird vermieden. Es handelte sich aber nach Meinung des Autors um ein Verhöhnen Gottes. Dieses konnte auch indirekt durch Abschaffung der Tora, das Verbot der jüdischen Feste oder die Tempelentweihung durch fremde Götterbilder (Dan 9,27 ; Dan 11,31 ) geschehen. Diese religiösen Vergehen galten in Israel als Götzendienst (Fremdgötterkulte in Israel), die besonders im Buch Deuteronomium eng mit dem Thema Gotteslästerung verbunden waren.

## Neues Testament
Im Neuen Testament bekräftigt Jesus Christus das Verbot, den Gottesnamen zu missbrauchen, indem er nicht nur den Meineid, sondern jeden Eid verbietet:

„Ihr habt gehört, dass zu den Alten gesagt worden ist: Du sollst keinen Meineid schwören, und: Du sollst halten, was du dem Herrn geschworen hast. Ich aber sage euch: Schwört überhaupt nicht, weder beim Himmel, denn er ist Gottes Thron, noch bei der Erde, denn sie ist der Schemel für seine Füße, noch bei Jerusalem, denn es ist die Stadt des großen Königs. Auch bei deinem Haupt sollst du nicht schwören; denn du kannst kein einziges Haar weiß oder schwarz machen. Euer Ja sei ein Ja, euer Nein ein Nein; alles andere stammt vom Bösen.“

Gleichwohl wurde Jesus selbst nach dem Passionsbericht des Markusevangeliums vom Sanhedrin als Gotteslästerer angesehen, nachdem er die Messiasfrage des Kajaphas bejaht und mit der Ankündigung des Menschensohns ergänzt hatte (Mk 14,63f ):

„Da zerriss der Hohepriester sein Gewand und rief: Wozu brauchen wir noch Zeugen? Ihr habt die Gotteslästerung gehört. Was ist eure Meinung? Und sie fällten einstimmig das Urteil: Er ist schuldig und muss sterben.“

Worin Jesu Lästerung bestand, ist jedoch historisch umstritten. Meist wird sie in der Selbstvergöttlichung gesehen, die der Ankläger aus Jesu Menschensohnankündigung heraushörte. Diese Deutung vertritt auch das Evangelium nach Johannes (Joh 19,7 ):

„Die Juden entgegneten ihm: Wir haben ein Gesetz, und nach diesem Gesetz muss er sterben, weil er sich als Sohn Gottes ausgegeben hat.“

## Geschichte in Deutschland
In der Bundesrepublik Deutschland ist die Beschimpfung von Bekenntnissen, Religionsgesellschaften und Weltanschauungsvereinigungen nach § 166 StGB (wegen seiner Geschichte häufig, juristisch unzutreffend, als „Gotteslästerungsparagraph“ oder „Blasphemieparagraph“ bezeichnet) seit 1. September 1969 nur noch dann strafbar, wenn sie „geeignet ist, den öffentlichen Frieden zu stören“.

### Gotteslästerungsprozess 1912
Theodor Fritsch gehörte seit 1880 zu den publizistisch aktivsten Antisemiten des Deutschen Kaiserreichs. Er hatte bereits zahlreiche Hetzschriften herausgegeben, darunter den bis 1945 in 49 Auflagen verbreiteten Antisemitenkatechismus, als er am 15. Mai 1910 in der Zeitschrift Hammer folgenden Merkspruch veröffentlichte:

„Dass die Hebräer ihr Judentum ablegen und Deutsche werden wollen, glaube ich nicht eher, als bis sie ihre talmudischen Schriften verbrennen und ihre Synagogen niederreißen – zum Zeichen dafür, dass sie nicht länger Jahwe, den Geist der Bosheit und Lüge anzubeten gesonnen sind.“

Daraufhin zeigte der 1893 gegründete Central-Verein deutscher Staatsbürger jüdischen Glaubens, der auch für den Rechtsschutz des Judentums in Deutschland zuständig war, Fritsch wegen Beschimpfung einer mit Korporationsrechten ausgestatteten Religionsgemeinschaft (§ 166 des Reichsstrafgesetzbuches) und Gefährdung des öffentlichen Friedens durch Anreizung zu Gewalttaten (§ 130) vor dem Königlichen Landgericht Leipzig an. Fritsch wurde am 18. November 1910 wegen Verletzung der religiösen Gefühle der jüdischen Gemeinschaft zu einer Woche Gefängnis verurteilt; zum gleichen Ergebnis führte ein zweiter Prozess wegen Talmudhetze, bei der er am 19. Mai 1911 zehn Tage Gefängnis erhielt.

### Gotteslästerungs-Anklagen
- Künstler der Gruppe SPUR wurden in der Bundesrepublik Deutschland der 1960er Jahre wegen Gotteslästerung angeklagt und in erster Instanz wegen der Verbreitung unzüchtiger Schriften, Religionsbeschimpfung und Gotteslästerung nach § 166 StGB (Beschimpfung von Bekenntnissen, Religionsgesellschaften und Weltanschauungsvereinigungen) verurteilt.
- 1994 wurde die Aufführung des „Rock-Comicals“ Das Maria-Syndrom von Michael Schmidt-Salomon wegen Gefahr im Verzuge durch eine Ordnungsverfügung der Stadt Trier untersagt.

## Globale Situation
In vielen Staaten mit Staatsreligion ist Gotteslästerung eine Straftat. In manchen dieser Staaten kann sie mit der Todesstrafe bestraft werden, vor allem in muslimischen Ländern wie Saudi-Arabien, der Islamischen Republik Pakistan, der Islamischen Republik Afghanistan und der Islamischen Republik Iran. Ob und in welchem Umfang bestimmte Handlungen oder Äußerungen als „Blasphemie“ gelten, hängt ab von den rechtsgültigen Kriterien für ihre Feststellung und vom Stellenwert religiöser Traditionen und Wertorientierungen in einer Gesellschaft. Diese können sich innerhalb der Geschichte einer Religion stark wandeln.

### Frankreich
Frankreich war das erste Land, in dem Gotteslästerung 1791 straffrei wurde. Es ist seither ein laizistisches Land. Eine Diskussion um Blasphemie-Gesetze kam wieder verstärkt nach den Anschlägen auf die Satire-Zeitschrift Charlie Hebdo am 7. Januar 2015 auf, bei dem 12 Mitarbeiter erschossen wurden. Die Debatte entfachte erneut mit dem Mord an Samuel Paty im Oktober 2020.

### Schweiz
In der Schweiz wird ähnlich wie in Deutschland nach Art. 261 StGB verfahren.

### Pakistan
Pakistan, das sich 1956 zur ersten Islamischen Republik der Welt ausrief, hat etwa 156 Millionen Einwohner; davon sind 96 Prozent Muslime, 2,3 Prozent Christen und 1,5 Prozent Hindus. Die Situation im Land wird mitgeprägt durch ein sehr starkes Bevölkerungswachstum (siehe hier).
Seit Jahren wird kritisiert, dass die Blasphemiegesetze in Pakistan dazu missbraucht werden, gegen Andersgläubige vorzugehen und vor allem um persönliche Streitigkeiten auszutragen. So genüge in vielen Fällen ein reiner Verdacht der Gotteslästerung. Das Blasphemie-Gesetz ist im pakistanischen Strafgesetzbuch verankert und umfasst vier Paragraphen. Grundsätzlich verbietet das 1986 eingeführte Gesetz die Beleidigung jeder Religion. Schwerste Strafen sind für Schändung des Koran (Paragraf 295-B, lebenslange Haft) und die Beleidigung des Namens Mohammeds (295-C, Todesstrafe) vorgesehen. Zwar wurde in Pakistan bisher kein Todesurteil vollstreckt, mehrere Angeklagte wurden aber nach ihrer Freilassung von einem Mob gelyncht. Die meisten Anklagen wurden gegen Ahmadis erhoben, etwa 13 Prozent der Angeklagten waren Christen.
- Am 30. Mai 2007 wurde ein Christ wegen angeblicher Blasphemie zum Tode verurteilt.[8]

- Ende März 2010 verhaftete die Polizei in der pakistanischen Provinz Punjab die Christin Rubina Bibi. Sie soll den Propheten Mohammed „beleidigt“ haben. Auf Nachfrage bestritt die Polizei von Alipur die Verhaftung und versuchte, diese vor Menschenrechtsorganisationen geheim zu halten.[9]

- Die Christin Asia Bibi wurde am 8. November 2010 von einem Gericht[10] als erste Frau in der Geschichte des Landes wegen behaupteter Blasphemie zum Tode verurteilt.[11]

Papst Benedikt XVI. rief 2011 bei seinem traditionellen Neujahrsempfang für die Diplomaten am Heiligen Stuhl die pakistanische Regierung dazu auf, das Gesetz aufzuheben, „umso mehr, als es offensichtlich als Vorwand dient, um Ungerechtigkeit und Gewalt gegen die religiösen Minderheiten zu provozieren“. Einen Tag später sprach der Generalsekretär der pakistanischen Partei Jamaat-e-Islami, Liaquat Baloch, von einer „Einmischung in interne und religiöse Angelegenheiten“. Laut APP, der staatlichen pakistanischen Nachrichtenagentur, qualifizierte er die Äußerung des Papstes als Vorlage, „um die ganze Welt in einen blutigen Krieg zu stürzen“.
2011 wurden nacheinander Salman Taseer und Shahbaz Bhatti, zwei hochrangige pakistanische Politiker, die sich zugunsten von Asia Bibi und für eine Reform des Blasphemiegesetzes geäußert hatten, auf offener Straße erschossen.
Für die Beibehaltung des umstrittenen Blasphemie-Gesetzes demonstrierten am 9. Januar 2011 in Pakistan über 40.000 Menschen. Der Spiegel resümierte anschließend: „In Pakistan bestimmen zunehmend Extremisten die Politik. […] Die Fanatiker haben längst gewonnen.“
- Im Sommer 2012 hielt ein Blasphemie-Fall Pakistan wochenlang in Atem: eine der Blasphemie angeklagte junge Christin namens Rimsha Masih kam in Untersuchungshaft. Sie war unter 18 und galt als geistig behindert. Im September kam sie auf Kaution aus dem Gefängnis frei. Auslöser dafür war die Festnahme eines Imams, der verdächtigt wurde, Beweise gegen das Mädchen gefälscht zu haben. Zuvor hatten über 1 Million Menschen aus vielen Ländern online eine von Avaaz.org formulierte Petition unterschrieben, die Pakistans Präsident Asif Ali Zardari aufforderte, sich für eine Freilassung des Mädchens einzusetzen.[15][16] Am 1. Oktober 2012 stellte das „Höchste Gericht“ das Verfahren wegen Blasphemie nicht ein, obwohl zuvor die Polizei das Mädchen entlastet hatte.[17]

- Im April 2014 wurde das christliche Paar Shagufta Kausar und ihr Ehemann Shafqat Emmanuel aus Gojra im Punjab zum Tode verurteilt, nachdem es angeblich Mohammed-kritische Textbotschaften ausgetauscht hatte.[18] Nach sechs Jahren Haft wurde im Berufungsverfahren ein Urteil des Lahore High Court erwartet.[19]

- Im Jahr 2019 stand Pakistan nach dem von Open Doors veröffentlichten Weltverfolgungsindex auf Platz 5. Dazu haben u. a. die Blasphemiegesetze des Landes erheblich beigetragen.[20] 2019 verurteilte ein Gericht den in Multan lehrenden Universitätsdozenten Junaid Hafeez zum Tode aufgrund von Äußerungen über den Propheten Mohammed und den Koran, welche er 2013 unter anderem in sozialen Netzwerken getätigt hätte. Der Prozess, der sich seit 2014 hinzog, erhielt auch aufgrund der Ermordung des Strafverteidigers von Hafeez große Aufmerksamkeit in der pakistanischen Öffentlichkeit.[21]

### Irland
In Irland schrieb Artikel 40 der Verfassung vor, dass die Veröffentlichung blasphemischen Materials strafbar sein soll. Im Rahmen einer Rechtsreform im Juli 2009 war eine entsprechende Strafvorschrift eingeführt worden;
In einer 2018 zeitgleich mit der Staatspräsidentenwahl Volksabstimmung in der Republik Irland votierten die Iren mit 64,85 % für eine Entfernung der Blasphemieklausel aus der irischen Verfassung. Der Minister für Justiz und Gleichstellung, Charles Flanagan, begrüßte den Entscheid als zeitgemäß. Zusätzlich zur Änderung des Artikels 40.6.1 der Verfassung werden die Abschnitte 36 und 37 aus dem Defamation Act 2009 gestrichen.

### Österreich
In Österreich wird nach § 188, § 189 öStGB verfahren (siehe auch „Herabwürdigung religiöser Lehren“ in Österreich).

### Polen
Die Ausstellung der Installation des Werks Pasja („Passion“) von Dorota Nieznalska wurde 1994 in Danzig wegen Verstoßes gegen § 196 des polnischen Strafgesetzes verboten.

### Russland
In Russland ist seit dem Jahr 2013 die „Beleidigung der Gefühle von Gläubigen“ eine Straftat.

### Vereinigtes Königreich (England)
Im Vereinigten Königreich wurden gesetzliche Bestimmungen zur Blasphemie 2008 abgeschafft.

## Einzelfälle und Beispiele

### Mohammed-Karikaturen
Ein Beispiel einer Kontroverse um Gotteslästerung waren die 2005 von vielen Muslimen als blasphemisch empfundenen Mohammed-Karikaturen.
Am 27. Oktober 2005 erstatteten elf Vertreter dänischer islamischer Organisationen aufgrund des Blasphemie-Paragraphen § 140 im dänischen Strafgesetzbuch Strafanzeige gegen die Zeitung Jyllands-Posten.

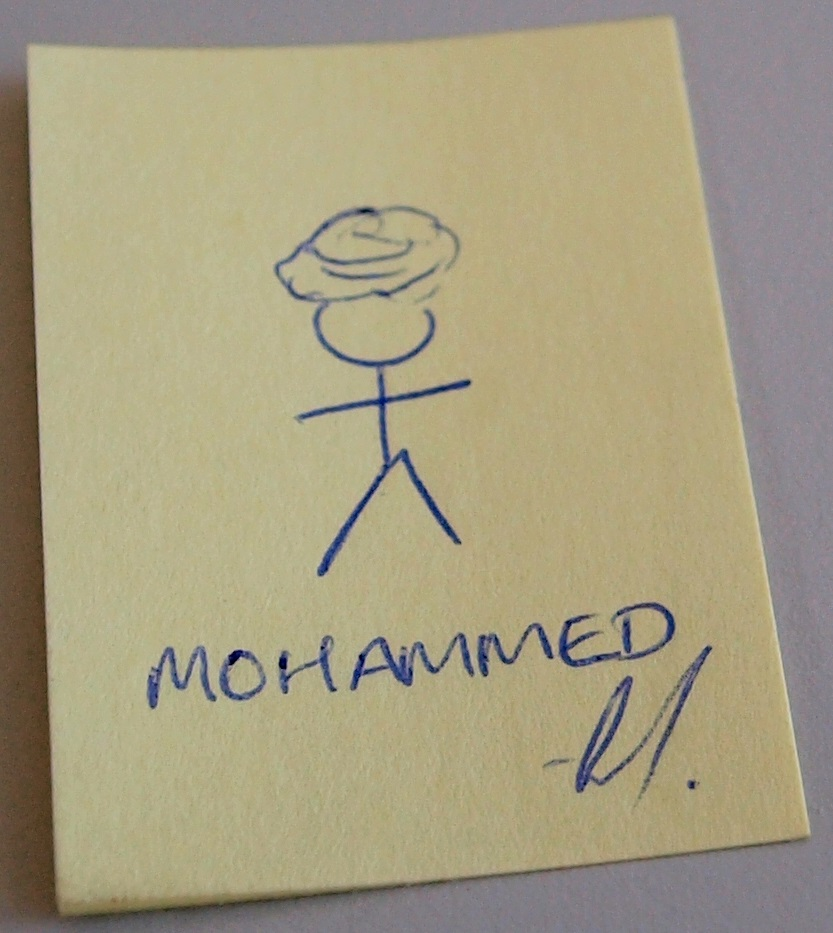
Mohammed-Karikatur

Am 6. Januar 2006 stellte die Staatsanwaltschaft in Viborg das Verfahren ein mit der Begründung, dass keine Hinweise auf eine Straftat nach dänischem Recht vorlägen. Diese Entscheidung bestätigte am 15. März 2006 der Direktor der dänischen Staatsanwaltschaft und begründete sie detailliert mit Bezug auf die Karikaturen.
Das dänische Parlament schaffte den seit 1866 bestehenden Paragraphen 140 des Strafgesetzbuchs und damit die Strafverfolgung wegen Blasphemie am 2. Juni 2017 ab.
In Khartum (Hauptstadt des Sudan) wurde am 14. September 2012 nach dem Freitagsgebet die Deutsche Botschaft in der „53 Baladia Street“ gestürmt, in Brand gesteckt und teilweise zerstört. Dann wurde die britische Botschaft beschädigt und die US-Botschaft gestürmt. Diese Aktion war laut Spiegel Online und Nachrichtenagenturen nicht spontan, sondern geplant, offenbar wegen Anti-Islam-Demos von Rechten in Deutschland.
Auch gegen die benachbarte britische Botschaft ging der Mob vor. Dann zogen tausende Demonstranten in Richtung Stadtrand zur US-Botschaft oder fuhren in Bussen dorthin. Der Polizei gelang es trotz Tränengas-Einsatz nicht, die US-Botschaft zu halten.

### Papst-Karikaturen der SatirezeitschriftTitanic
Im Zusammenhang mit Papst-Karikaturen des Satire-Magazins Titanic äußerte Thomas Goppel (* 1947, CSU-Politiker und MdL in Bayern) im Juli 2012 scharfe Kritik am Chefredakteur Leo Fischer des Magazins. Goppel wurde mit den Worten zitiert, er würde Journalisten wie Fischer persönlich „die Lizenz zum Schreiben entziehen“, da dieser des Amts eines Chefredakteurs nicht würdig sei. Goppel unterstützte in Folge die Forderung von Erzbischof Ludwig Schick, Gotteslästerung künftig unter Strafe zu stellen. Schick hatte geäußert, es gebe zwar den Paragrafen 166 des Strafgesetzbuches, doch sei dieser völlig in Vergessenheit geraten und werde kaum noch angewandt. Gegen „heilige Personen, heilige Schriften, Gottesdienste und Gebete sowie heilige Gegenstände und Geräte aller Religionen“ dürfe kein Spott und Hohn zugelassen werden. Goppel unterstützte das Ansinnen mit den Worten „Wer nicht so zu seinem Anstand findet, der braucht ein Gesetz“.
Für das Titelbild und die letzte Seite der Juli-Ausgabe 2012 erging die Aufforderung zu einer Unterlassungserklärung durch die rechtliche Vertretung von Papst Benedikt XVI. Das Magazin hatte unter dem Titel Halleluja im Vatikan – Die undichte Stelle ist gefunden! Indiskretionen im Vatikan (siehe „Vatileaks“) aufgegriffen und dazu zwei bearbeitete Fotos des Papstes gedruckt. Das Titelfoto zeigt den Papst von vorn in einer Soutane, die von Hüfthöhe abwärts mit gelber Flüssigkeit befleckt ist. Das zweite Foto – auf der Heftrückseite – zeigt ihn von hinten, wobei der Gesäßbereich braun befleckt ist. Das Landgericht Hamburg erließ daraufhin eine einstweilige Verfügung gegen Titanic, die weitere Verbreitung der Bilder zu unterlassen. Der Großteil der Kiosk-Ausgabe war zu diesem Zeitpunkt bereits verkauft. Die Titanic kündigte Rechtsmittel an. Am 30. August zog der Heilige Stuhl seinen Antrag auf eine einstweilige Verfügung gegen das Blatt zurück.
„Titanic“ gilt als eine Zeitschrift, die schon oft Grenzen der Satire „ausgetestet“ hat.
Die römisch-katholische Kirche hatte vor 2012 schon mindestens viermal wegen Verunglimpfung des Papstes und dreimal wegen Religionsbeschimpfung geklagt, einmal fühlte sich der ehemalige Bischof von Fulda, Johannes Dyba, beleidigt.

## Blasphemie in der Kunst
Der Film Das Leben des Brian aus dem Jahr 1979 hat Blasphemie zum Thema. Die Satire zielt auf den Dogmatismus religiöser und politischer Gruppen. Christliche und auch jüdische Vereinigungen protestierten scharf gegen die Veröffentlichung. Aufführungsboykotte oder Aufführungsverbote in Ländern wie den USA, Großbritannien oder Norwegen waren Anlass für Debatten um Meinungsfreiheit und Blasphemie.
Seit 2008 wird der Preis Der Freche Mario für Blasphemie-Kunstwerke verschiedener Genres (u. a. Cartoons, Skulpturen, Texte, Kabarettbeiträge, Musikstücke, Kurzfilme) vergeben. Er zielt auf die Abschaffung des § 166 StGB (Beschimpfung von Bekenntnissen, Religionsgesellschaften und Weltanschauungsvereinigungen).

## Film
- Mohammed Naqvi: Blasphemie – Pakistans tödliches Gesetz. Großbritannien 2019. Auf der ARD-Programmseite, abgerufen am 15. September 2020.